# ゆずチリ
ゆずチリ（5月10日 - ）は、日本の漫画家。福島県郡山市出身。血液型はAB型。主に少年向け・青年向け漫画雑誌に、学園漫画や青春漫画を多く描いている。ペンネームの由来は、中学時代にアーティストのゆずとエビチリが好きだったことによる。

## 経歴
郡山市立富田中学校在学当時に、友人の描いた漫画を見て、漫画を描くことに興味を抱く。さらに漫画家のあだち充に大きな影響を受け、あだちに憧れて漫画家を志す。本などを参考に独学で漫画を勉強し、毎日1枚は必ず絵を描くなど、努力を続ける。
福島県立安積高等学校で担任の勧めもあり、東京大学を受験する。1年間の浪人生活中、受験勉強の傍ら、予備校の寮に『あだち充短編集』と、あずまきよひこの『よつばと!』を持ち込み、漫画の勉強を続ける。
東大に合格、上京後、東大での勉強と両立しながらの努力の末に、約1年がかりで描いた作品が、小学館の雑誌「ゲッサン」（月刊少年サンデー）編集部主催の新人賞で選外佳作に選ばれる。2013年（平成25年）1月に同新人賞で準グランプリを受賞、同年6月に小学館新人コミック大賞に入選。10月発売のゲッサン11月号別冊付録の「ゲッサンmini」に読み切り作品『妹観察日記』が掲載され、漫画家としてデビューを果たす。翌2014年（平成26年）1月の「ゲッサンmini」で第2作『私を姫と呼ばないで』が掲載された際には表紙も担当し、「才能ほとばしる情熱ルーキー」として紹介される。
同2014年末には初の連載作品として、女子高生を主人公としたラブコメ漫画『忍者シノブさんの純情』の連載を、「ゲッサン」12月号から開始する。2018年（平成30年）にはpixivに投稿した3ページのショート漫画『幼なじみとカップル割引』がPixivの月例賞を受賞し、「わかりやすく決めゴマがしっかり印象に残る、ショートのお手本のような作品」と評される。2018年8月発表の『姫乃ちゃんに恋はまだ早い』は、当初は短期集中連載の予定であったが、同2018年10月より本格連載が開始される。他にも学園漫画や青春漫画を多く描くが、本人は「ジャンルに拘らない」と述べている。

## 作品リスト
- 妹観察日記（『ゲッサンmini』2013年11月）[1][2]
- 私を姫と呼ばないで（『ゲッサンmini』2014年1月）[1]
- ももくり会長副会長（『ゲッサンmini』2014年3月）[1]
- 『忍者シノブさんの純情』小学館〈ゲッサン少年サンデーコミックススペシャル〉全5巻（『ゲッサン』2014年12月号[1][7] - 2017年5月号[6]）
- 『ふたり生徒会』小学館〈サンデーうぇぶりSSC〉全7巻（作画：かとそん、『読売中高生新聞』2015年11月[13] - 2019年4月[14]）
- 『漫画学科のない大学』小学館〈サンデーうぇぶりコミックス〉全1巻（『サンデーうぇぶり』2017年7月 - 2019年3月[15]）
- 『姫乃ちゃんに恋はまだ早い』新潮社〈バンチコミックス〉全7巻（『くらげバンチ』2018年8月[11] - 2021年6月）
- 『きみとピコピコ』講談社〈KCデラックス〉全5巻（『マガポケ』2021年3月[16] - 2023年5月）
- 『妄想先生』新潮社〈バンチコミックス〉既刊7巻（『くらげバンチ』2022年6月[17] - ）
- 救世主母さん（原作：ねことうふ、『お兄ちゃんはおしまい！ 公式アンソロジーコミック』6巻、2025年） - 『お兄ちゃんはおしまい！』のアンソロジー寄稿作品。